# اچ‌ام‌اس دون (۱۹۰۴)
اچ‌ام‌اس دون (۱۹۰۴) (به انگلیسی: HMS Doon (1904)) یک کشتی بود. این کشتی در سال ۱۹۰۴ ساخته شد.